# Ковач, Эдгар
Эдгар Ковач (венг. Edgar Kováts; 27 сентября 1849, Карапчив, сейчас Вижницкий район — 4 июля 1912, Львов) — архитектор, живописец, теоретик искусства, ректор Львовской политехники. По происхождению — венгр. Автор собственной концепции нового галицкого стиля в архитектуре и прикладном искусстве под названием «Способ Закопанский». Основные принципы сформулировал в одноимённом альбоме орнаментальных мотивов, изданном в 1899 году. Концепция Ковача вызвала значительный резонанс в художественных кругах Галиции.

## Обучение
Родился 27 сентября в селе Карапчив (ныне Вижницкий район), в венгерской семье. Был младшим ребёнком в семье. Имел старшую сестру Альму и брата Наполеона. Происходил из венгерского шляхетского рода, который ещё до рождения отца поселился в Галиции. Отец — Антоний Ковач, после Ноябрьского восстания переселился на Буковину. Работал в местных органах власти, вел активную политическую деятельность. О матери известно лишь то, что она преждевременно умерла. Её происхождение, как и другие детали биографии, не установлено.
В 1859 году Эдгара отправлено в Черновцы, где он окончил три класса реального училища с отличием и четыре класса гимназии. На эти годы приходятся первые его пробы в живописи. Вопреки воле отца, в Черновцах, Эдгар Ковач учился живописи и рисунку в М. А. Годлевского.
Решением отца отправлен на 1867—1868 учебный год учится архитектуры до львовской Технической академии (название Львовской политехники до 1877 года). Продолжил учёбу в Венской политехнике, где прошёл курс математики, геометрии, рисунка и конструирования. В 1869 году, тайком от отца, Ковач поступил в Венскую академию искусств, на курс исторической живописи. Разгневанный отец перестал финансово поддерживать сына. Несмотря на то, что Эдгару только удалось впервые продать два своих живописные произведения, он оказался в сильной нужде. В это время ему помог родственник (возможно со стороны матери) — художник Станислав Кшиштофович.
Наконец, придя к согласию с отцом, Эдгар отправился на учёбу в Высшую техническую школу Цюриха (1870—1872). Среди преподавателей по специальности был, в частности, Готфрид Земпер. За техническими дисциплинами Ковач занимался целым рядом чисто художественных. Изучал рисунок, анатомический рисунок, пейзажную живопись, орнаментику, а также искусство ренессанса и античного периода, арабское искусство и даже немецкую драму. Во время учёбы в Швейцарии подружился с Тадеушем Стриенським.

## Венский период

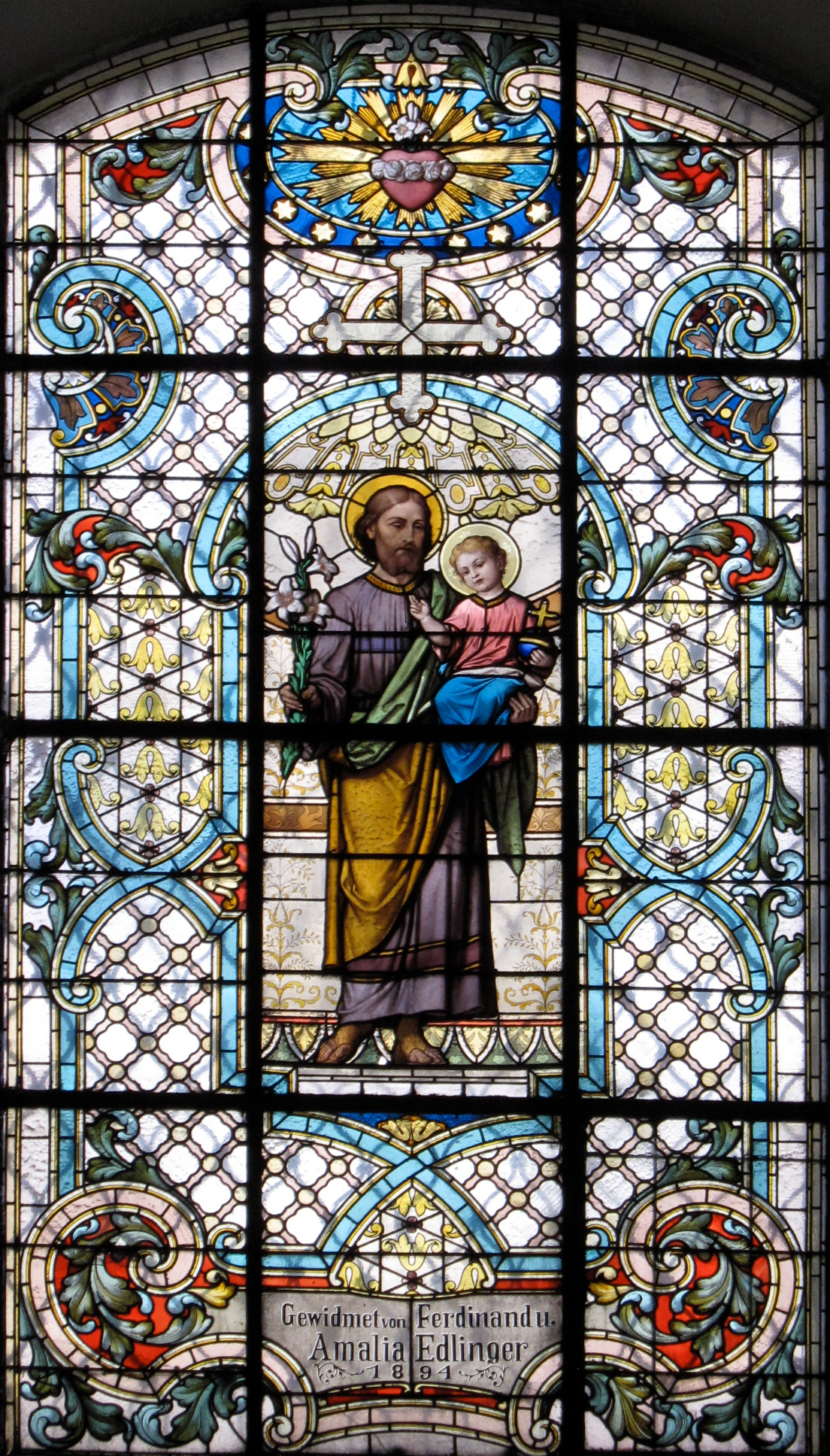
Иосиф с Младенцем. Мариягильфкирхе, 1894.

Закончив обучение, после короткого пребывания дома, уехал в Вену. Здесь, 15 октября 1872 года, устраивается ассистентом архитектурно-проектного ателье Карла фон Гасенауера и Готфрида Земпера. Ателье, в то время, занималось проектированием зданий венского района Хофбург, выходящих на кольцевую улицу Рингштрассе. Какие именно работы выполнял молодой Ковач, сейчас установить сложно, поскольку подавляющее большинство проектов подписанное лично Гасенауером. Ателье выполнило проекты Музея изящных искусств, Естественного музея, Бургтеатра, дворца жены императора, известного как «Гермесвилла» (реализован в 1881—1888 годах), проект памятника Гриллпарцера на Фольксгарден. Одновременно с работой в ателье, Эдгар Ковач преподавал рисунок в местной Школе строительных ремесел.
В октябре 1888 года Ковач увольняется с ателье Гасенауера, но попытка организовать самостоятельную деятельность была неудачной и Эдгар устраивается в ателье Фердинанда фон Киршнера. Ателье реализует несколько крупных проектов в Хофбурге со стороны Михаэлерплац, в которых Ковач играет роль «правой руки» Киршнера. Труд велся над сочетанием рейхсканцелярии с ансамблем зданий школы конной езды. Ковач был ответственным за восстановление фасадов ещё двух зданий на Михаэлерплац — костела Св. Михаила (1893) и дворца Герберштейна (1894, вскоре после этого перестроен). В 1892 году, совместно с Гумбертом фон Мольтгаймом и Моритцом Шайдером, Эдгар Ковач разработал план регуляции венской участка Штубентор, который вероятно был предназначен для конкурса.
В этот же период Ковач выполняет и свою единственную самостоятельную работу в Вене — реставрацию Мариягильфкирхе (1893). Труд касался исключительно интерьера. Были очищены фрески XVIII в., местами снято наслоения 1840-х годов, которые были признаны малоартистичными. Также были реализованы новые росписи в шести боковых часовнях, по проекту Ковача. Росписи выполнены Фердинандом Хайзерером, с участием Иоганна Мюллера. Было изготовлено витражи в необарочном стиле. Проведена реставрация столярных изделий, а также, изготовлено кованые металлические балюстрады перед алтарями в трансепте. Росписи были утрачены во время ремонтных работ в 1950—1960-х годах. С витражей сохранились лишь некоторые, в трансепте храма и часовнях.
Эдгар Ковач выполнял проекты декорирования интерьеров совместно со скульптором Адольфом Шиле и живописцем Фердинандом Хайзерером. Он также разработал архитектурную часть двух мостов в Будапеште (инженерные работы выполнил Освальд Лиш). Принадлежит Ковачу и проект фонтана Енгельбруннен. Эдгар разрабатывал керамику и ткани, занимался живописью. Произведения экспонировались на выставках венских художественных обществ, печатались в журнале «Moderne Kunst». Эдгар Ковач также читал лекции по перспективе и оптике для живописцев. Интересен тот факт, что в 1893 году Ковач издал в Вене две свои поэзии на немецком языке — Puszta-Sage und Barrikaden-Episode.

## Закопанскийпериод

### Школа деревянного промысла в Закопане
Школа деревянного промысла была создана в 1876 году в Закопане, по инициативе Общества Татр. Целью было развитие местных ремесел. Школа, однако, через два года была национализирована. Вначале обучение проводилось в духе исторических стилей и народным промыслам внимания не уделялось. Под давлением критики ситуация изменилась и в школе начал внедряться, модный в то время, «Закопанский стиль», пропагандируемый известным польским архитектором Станиславом Виткевичем.
3 апреля 1895 года преподавателем школы был назначен Эдгар Ковач. Одновременно, он получил «Золотой крест с короной за заслуги». Вынужденный отъезд из столицы вызвал у Ковача некоторое разочарование. Сначала Эдгар в Польше работал как «учитель высшего IX ранга», излагая основы архитектуры. В следующем году он стал новым директором школы. Сразу по назначению, Ковач начал внедрять собственную концепцию обучения прикладного искусства. Основным её отличием было основательное изучение народного искусства, что предшествовало усвоению элементов исторических стилей. Это был довольно необычный подход, на фоне всеобъемлющего господства необарокко в прикладном искусстве и архитектуре Австро-Венгрии того времени. Вероятно, именно тогда, Эдгар Ковач впервые начал воплощать идеи «Способа закопанского» (польск. Sposób zakopiański) — собственной «редакции» орнаментального искусства горных жителей (в отличие от ещё практикуемого «Стиля закопанского» С. Виткевича). Тем не менее, изделия в необарокко и дальше практиковались в школе, поскольку в то время пользовались большим спросом.

### Приходской костел в Закопане
Начало деятельности Ковача в Закопане совпало с работами по внутреннему убранству местного приходского костела. Общественным обсуждением, в то время, за основу была принята концепция Станислава Виткевича, которая базировалась на местных народных мотивах. Весной, 1897 года, отношения Виткевича и местного священника значительно ухудшились и архитектор отошёл от дел.
Школа, возглавляемая Ковачем, стала, по сути, единственной художественной силой, правильно подготовленной, способной профессионально воплощать проект. Ею было реализовано алтарь Сердца Иисуса и Святого Антония, по проектам Виткевича и алтарь Святого Франциска по проекту Ковача. Сам Станислав Виткевич, однако, крайне критически оценивал дальнейшую реализацию своих эскизов, утверждая в переписке, что они были «испорченны Школой». Параллельно с работами в закопанском костеле, в кругу духовенства, отчетливо обозначились противники применения «закопанщины» в храмах. Показательна статья ксендза Брикчинського в журнале «Католическое обозрение» (польск. Przegląd Katolicki), где он продемонстрировал полное неприятие принципов нового стиля Виткевича:
Костел для него [Виткевича] не является святыней Господней [...] для него это обычный дом, который до мельчайших мелочей напоминает верующим их собственные жилища, хлева, орудия труда - словом все, что земное, обыденное и бесполезное.
По контексту, эти слова касались также и Ковача, с его «просто ужасными» новыми алтарями. Подобные враждебные отзывы, скорее всего, привели к тому, что разработанная уже лично Ковачем полихромия костела, хотя и была крайне умеренной, с точки зрения применения народных элементов, все же не была реализована.

### «Способ Закопанский»
В 1899 году вышел, одновременно в Вене и Львове, альбом орнаментальных мотивов Ковача, под названием «Способ Закопанский» (польск. Sposób Zakopiański). Туда вошли, в том числе, и такие нереализованные проекты, как росписи для приходского костела в Закопане. Интересная трактовка концепции именно как «способа», в противовес такой, широко используемой трактовке, как «Стиль Закопанский», который, к тому времени, уже прочно вошёл в обращение в художественных кругах. Понимание «Способа» Эдгар Ковач объясняет в докладах, произнесенных в дальнейшем. В отличие от такого, широко применяемого в те годы определение как «Стиль Закопанский», Ковач выдвигает идею подхода именно к трактовке и переосмысление орнаментики. Он не принимал распространенного в то время «цитирования» народного искусства, а предлагал использовать самые принципы народной стилизации природных мотивов. При этом черпать орнаментальные сюжеты он предлагал непосредственно из природы карпатского края, с последующей их геометризацией. Иными словами, у народного искусства следует перенять НЕ орнаментику, а сам подход к стилизации форм природы, в сочетании с методами модерна, привлекая тем самым новые сюжеты. По мнению Ковача, народное искусство, «в чистом виде», не могло удовлетворить современных художественных запросов.
Способ Закопанский вызвал оживленную дискуссию в художественных кругах Галиции. Эдгару Ковачу забрасывали искусственность и якобы принадлежность к «чужим» мотивам — тирольским и швейцарским. На практике, однако, «способ» получил поддержку у ремесленников. Сторонники нового подхода появились и в архитектуре. Владислав Екельский применил мотивы Ковача в перестройке собственного дома в Кракове, на улице Госпитальной, 4. Евгений Весоловский построил деревянный летний театр в Окоцими, а также ряд жилых домов, которые вместе практически образуют целый «Закопанский» ансамбль. Юзеф Микульский обратился к этой стилистике в доме «Сокола» в Вадовицах, Ян Перось — в декорации зала для приемов Сберегательной кассы в Ряшеве (Жешуве). Сам Ковач, в контексте «способа», разработал амвон приходского костела в Окулицах, мебель и алтарь для часовни в Витковицах, «Галицкий интерьер» на всемирной выставке в Париже, в 1900 году.

## ПавильонГаличинына Всемирной выставке, 1900 год

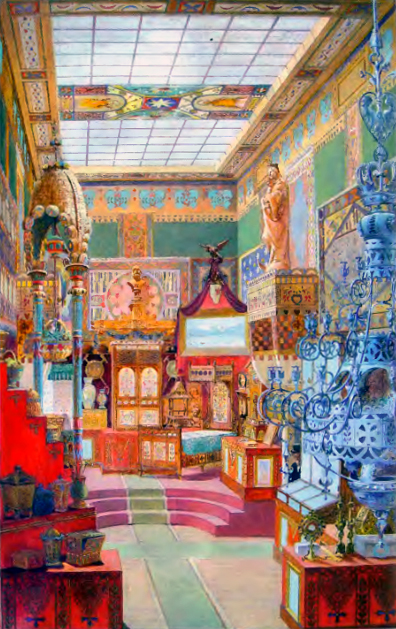
Павильон Галичины. Проект 1898. Национальный музей в Перемышле.

В конце 1890-х годов была начата подготовка к участию Австро-Венгрии во Всемирной выставке 1900 года в Париже. Галичину планировалось представить отдельным, достаточно небольшим павильоном, что должен был занимать 40 м². В Львове, в 1898 году, был создан комитет по подготовке павильона, во главе с Леоном Пининским. Художественное обустройство поручено Юлиану Захаревичу, который обратился к Станиславу Виткевичу с предложением изготовить детальный проект. Внезапная смерть Захаревича привела к тому, что на его место был приглашен Эдгар Ковач, который разработал новый проект, а в 1899 году — другой, уже окончательный. На съезде польских техников в Кракове, 8-10 сентября 1899 года, экспонировались 11 фотографий с работами Ковача и в частности фотографии готового павильона. Сам же павильон, на несколько дней, был предварительно выставлен во дворце Потоцких, во Львове, от 29 января того же года. В прессе появилось много одобрительных отзывов. На выставке в Париже павильон пользовался большим успехом и получил ряд наград: золотая медаль в номинации «мебель», серебряные медали в номинациях «декорирование интерьеров общественных и жилых сооружений» и «подсвечники». Серебряной медалью был отмечен также лично Эдгар Ковач. По завершении выставки планировалось поместить павильон в Львовском промышленном музее, что и было сделано. Окончательная судьба павильона неизвестна.
Сегодня сложно составить окончательное представление о виде павильона. Сохранились фотографии, которые, однако, — только черно-белые. В Национальном музее в Перемышле находятся два эскиза, изготовленные масляными красками в 1898 году, которые, по укладам, значительно отличаются от фотографий павильона и, вероятно, относятся к первой, более ранней версии. Они демонстрируют важную, если не ключевую роль цвета в павильоне. Насколько этот колористический подход удалось реализовать на практике — неизвестно.

## Львовский период

### Дискуссия о «Способе закопанском»
Несмотря на общее признание «Галицкого интерьера» в Париже, на родине павильон получил противоречивые отзывы. Рецензия критика павильона Антония Потоцкого была чрезвычайно резкой и даже оскорбительной. Изложения и критические публикации по новому стилю носили воинственный характер. К дискуссии присоединилось значительное количество польских архитекторов. При этом не раз поднимался вопрос о якобы неприязненных отношениях между Ковачем и Виткевичем — главными идеологами противоборствующих лагерей. Полемика иногда явно выходила за рамки чисто профессиональных дискуссий.

### Преподавательская деятельность, реставрация, живопись
От 1900 года — Эдгар Ковач профессор Львовской политехники. Он занял прежнюю должность Юлиана Захаревича. В 1906—1907 годах — ректор этого высшего учебного заведения.
Условное поражение в публичной дискуссии значительно сузило возможности Ковача в реализации своих замыслов. Тем не менее, он, а также несколько сторонников «Способа», не прекратили его применения в своих проектах. В частности, Ковач выполнил алтарь часовни Распятого Христа в доминиканском костеле Жолквы, применив давние наработки. Он, до сегодня, не сохранился, но во многом был похож на алтарь Св. Антония в приходском костеле в Закопане. В этом стиле также кафель печи и декорации «Польского дома» в Черновцах. Необычно красочная полихромия залов гимнастического общества «Сокол» в Вадовицах. Сохранился не датированный проект деревянной виллы, разработанный вероятно в Львове.
В 1901 году состоялась персональная выставка Ковача во Львове. Юбилейная выставка, по случаю годовщины Политехнического общества в Львове, прошла следующего, 1902 года. Эдгар Ковач также рисовал масляные и акварельные пейзажи, бытовые и религиозные картины, натюрморты. Разрабатывал орнаменты, проектировал мебель, керамику и другие предметы быта.
Ковач скончался 4 июля 1912 года в Львове, похоронен на Лычаковском кладбище. Творчеству Эдгара Ковача посвящена диссертация А. Глюзинскои в 2003 году.

## Список работ

### Реставрация и проектирование сооружений
- План регуляции венской участка Штубентор (1892).
- Алтарь приходского костела в Закопане. Нереализованный проект полихромии там же.
- Амвон приходского костела в Окулицах.
- Кафель печи и, вероятно, ещё какие-то работы в «Польском доме» в Черновцах (1905).
- Проект дополнительной нави монастырской церкви Св. Онуфрия в Львове.
- Полихромия потолков дома «Сокола» в Вадовицах (1903).
- Недатированный проект деревянной виллы (хранится в Львове).
- Реставрация церкви Василианского монастыря в Жолкве.
- Алтарь в часовне Распятого Христа доминиканского костела в Жолкве (1901—1906, не сохранился).
- Дом в стиле необарокко на площади Соборной, 1 в Львове.
- Проект росписей церкви Пресвятой Троицы в Дрогобыче (1905).
- Часовня иезуитского конвикту в Хырове.
- Главный престол с балдахином в церкви Св. Онуфрия в Львове (около 1906—1907 годов).
- Конкурсный проект здания сейма в Львове (1877).
- Проект Шленского музея во Вроцлаве.

### Живопись

#### Период обучения
- «Цыганский табор»
- «Образ Христа»
- «Ричард III, которому снится битва»

#### Львовский период
- «Пейзажи Татр»
- «Пейзажи с Кастеливки в Львове»

#### Печатные работы
- Sposób zakopanski. Львов 1899. Альбом орнаментальных мотивов.
- O zasadach architektury nowoczesnej. Львов 1901.

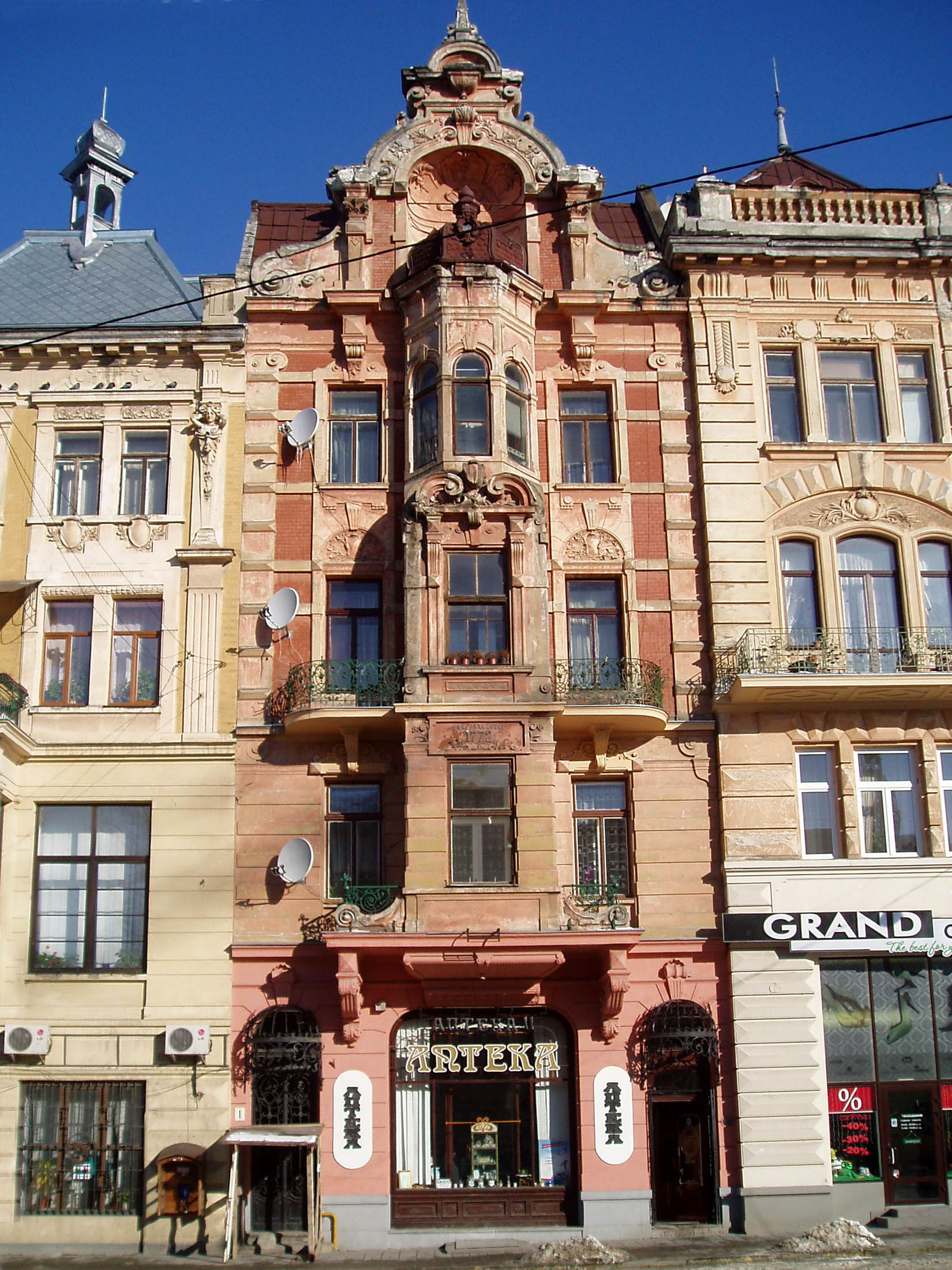
Дом на пл. Соборной во Львове
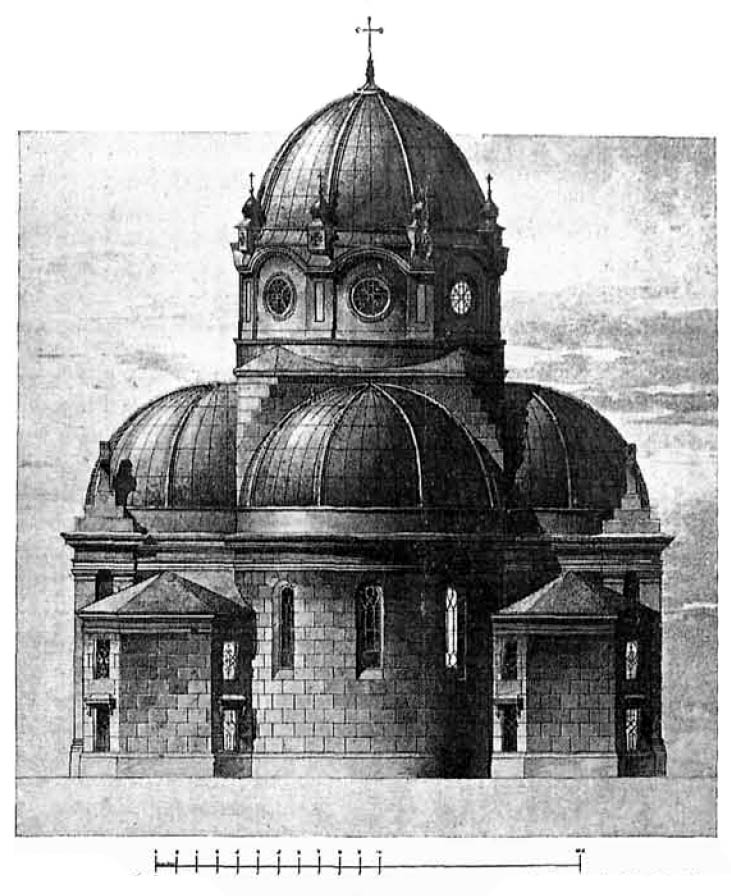
Экстерьер церкви Василианского монастыря в Жолкве
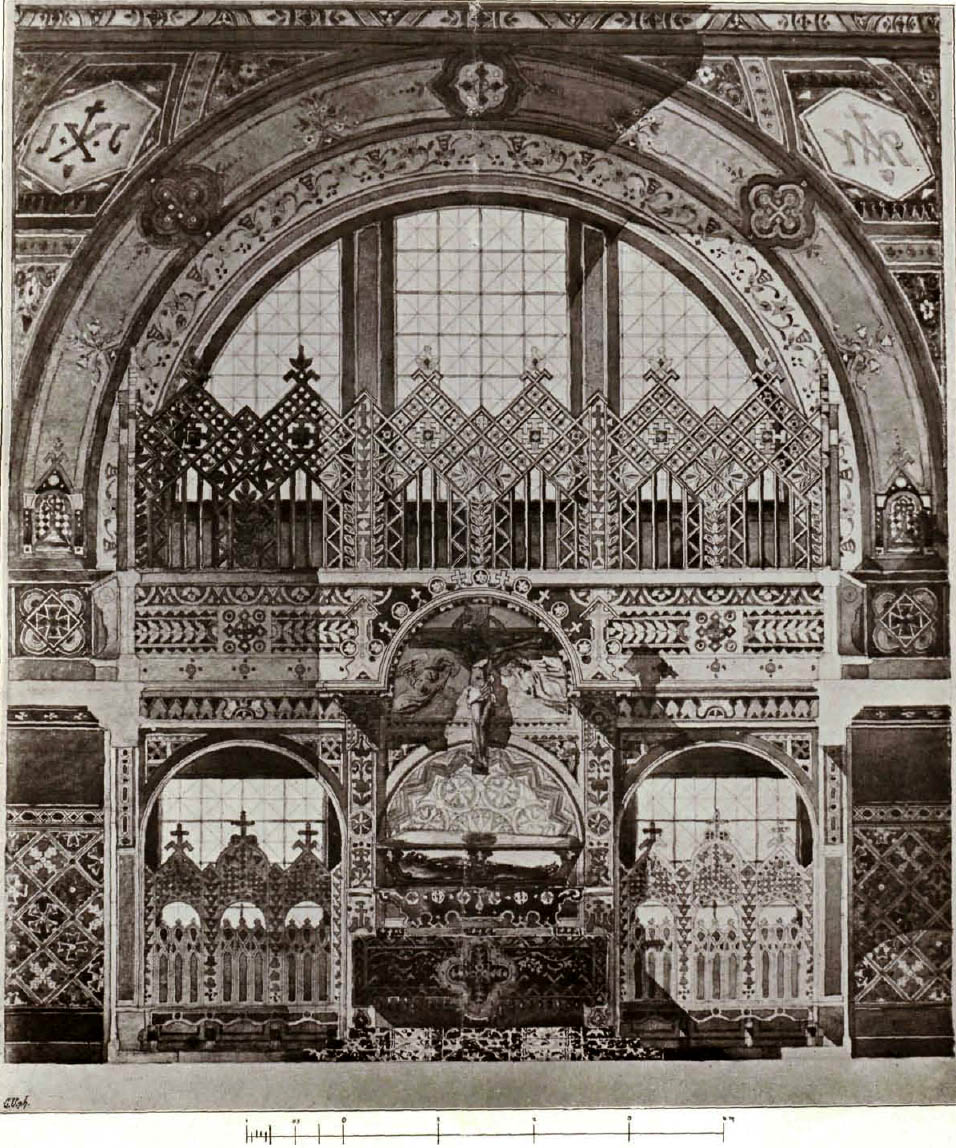
Боковой алтарь Василианского монастыря в Жолкве
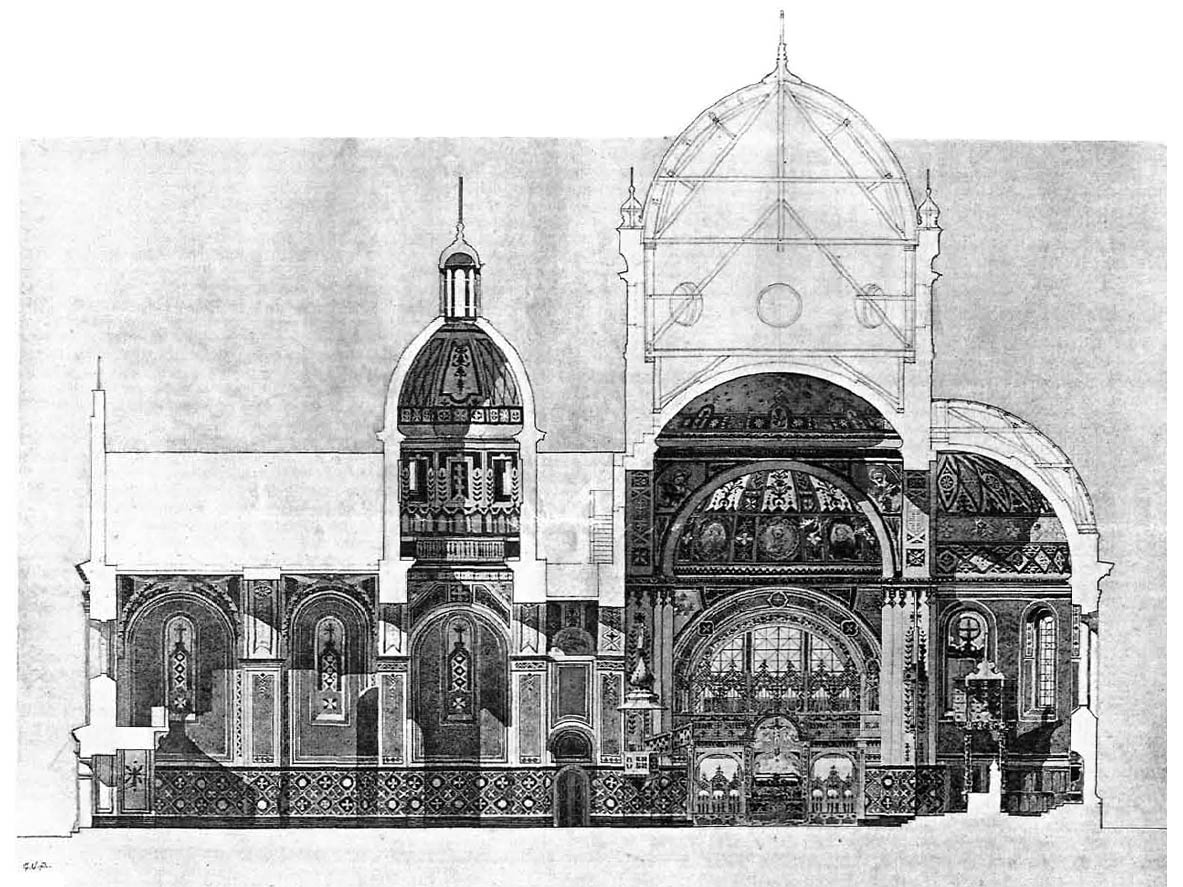
Продольное сечение монастыря в Жолкве
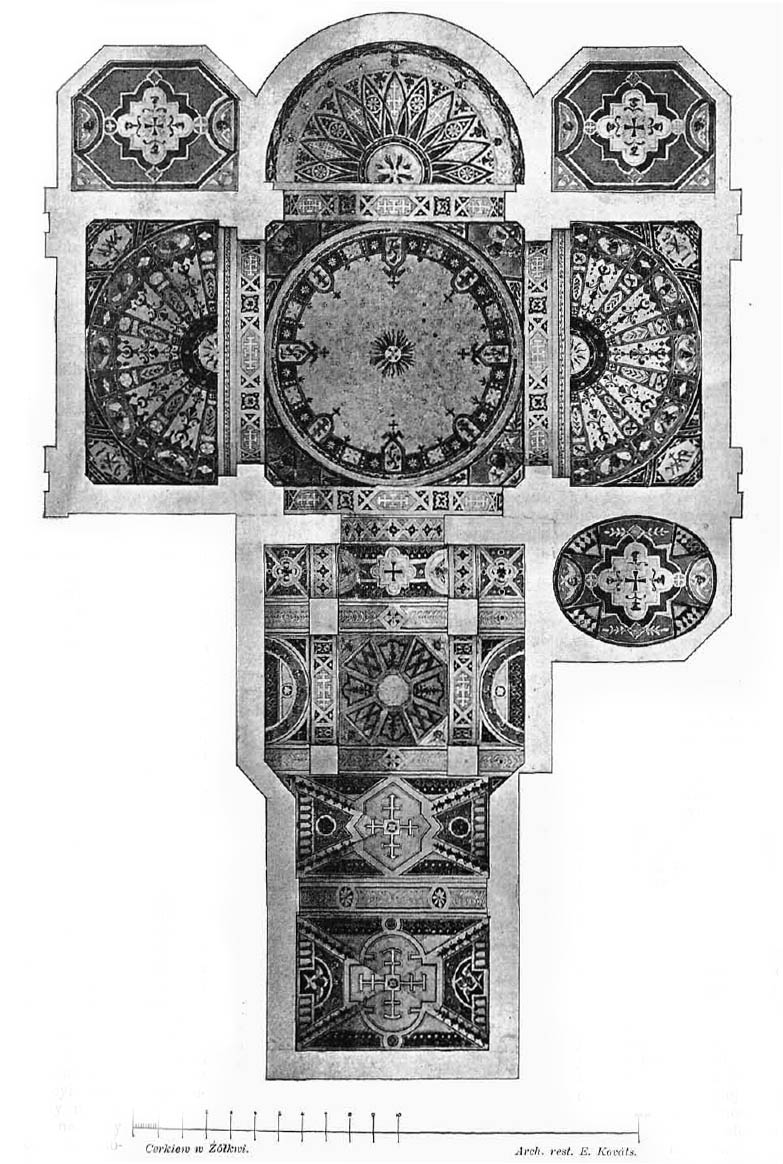
Проект росписей потолка монастыря в Жолкве
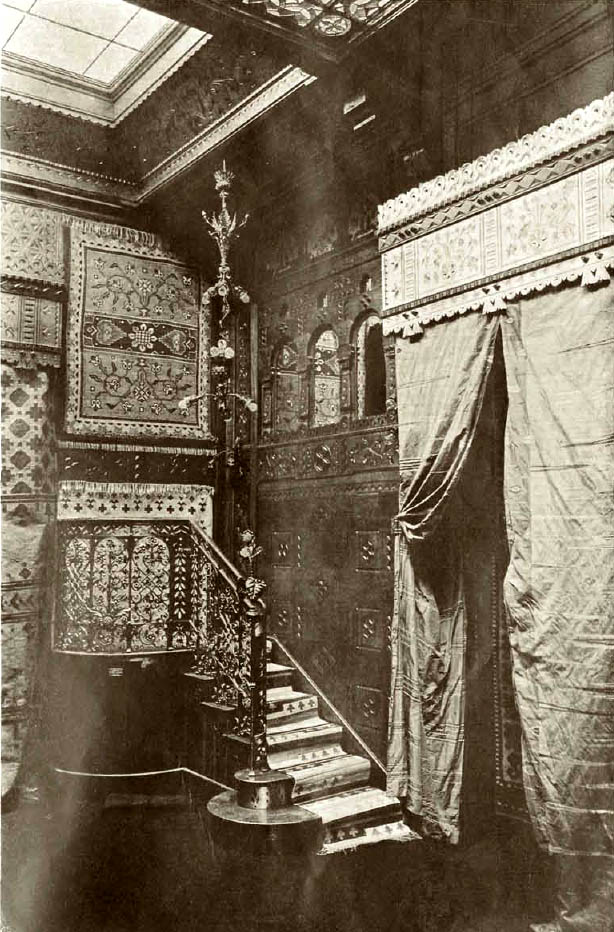
Павильон Галичины на выставке в Париже
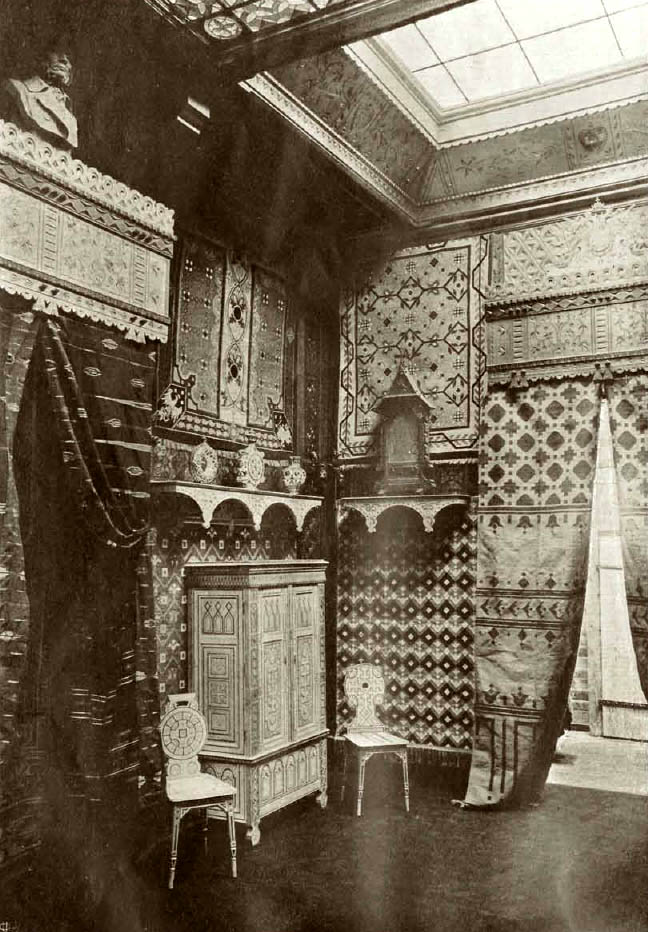
Павильон Галичины на выставке в Париже
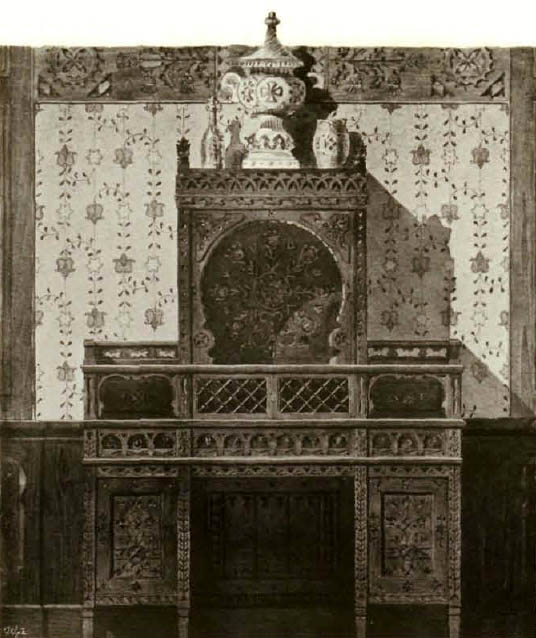
Проект мебели